# トム・ロギッチ
トム・ロギッチ（セルビア語: Том Рогић, 英語: Tom Rogić）ことトーマス・ピーター・ロギッチ（セルビア語: Томас Петар Рогић 発音: [tômaːs pětar rǒːgitɕ], 英語: Tomas Petar Rogić [ˈrɒɡɪtʃ] ROG-itch、1992年12月16日 - ）は、オーストラリア・グリフィス出身の元サッカー選手。現役時代のポジションはMF。元オーストラリア代表。

## クラブ経歴
セルビア系の家系に生まれたロギッチはオーストラリアのACTブルース（英語）にあるラドフォード大学（en）に進学した。
20歳の2013年1月13日、スコットランドの名門セルティックFCに加入し自身初の海外移籍を果たした。同年2月3日のインヴァネス・カレドニアン・シッスルFC戦でリーグデビューを果たし、初得点も記録する。
その後はチームの主力として奮闘し、2016-17シーズンにはチームのリーグ6連覇の原動力にもなった。メディアではしきりにアーセナルFCやフィオレンティーナ、バレンシアから勧誘されたと報じられたものの、ロギッチは2016年8月9日にセルティックと契約を更改し、その翌日にスコティッシュリーグカップで対戦したマザウェルを5–0 で下した試合では2得点を挙げた。さらにチャンピオンズ・リーグのプレーオフ戦を2016年8月17日に迎えると1ゴール目を入れてハポエル・ベエルシェバFCに先制し、チームはこの試合を5–2で勝つことになる。同年11月27日にハムデン・パークで迎えたスコッティッシュリーグカップ決勝（en）ではアバディーンを3-0で破り、優勝する。
故障リスト期間中の2016年12月3日にファーパークで再びマザーウェルと当たると、セルティックが 4–3 で接戦を切り抜ける原動力となった。
シーズンもかなり進んだ2017年5月27日、ロギッチは2017年スコッティシュカップ（en）決勝戦となる対アバディーン戦で国内No. 1 の座をセルティックにもたらした。
セルティックとの契約更改は2018年5月に迎え、2023年初夏まで向こう5年は在籍することが決まった。2021-22シーズンは同郷のアンジェ・ポステコグルー監督の元、リーグ戦32試合に出場したが、シーズン終了後に退団を発表した。
2022年9月12日、ウェスト・ブロムウィッチ・アルビオンFCへの加入が発表された。

## 代表経歴
ロンドン五輪のオーストラリア代表として召集され、A代表には2012年11月14日に韓国代表との親善試合で代表デビューを飾る。
2018 FIFAワールドカップ・アジア予選の最終予選では、日本国内のサッカー紙でも警戒すべき選手として大々的に報じられていた。2017年8月31日の日本代表戦では先発出場したが、チームは敗れ、プレーオフに回ることになった。

## プレースタイル
主にトップ下などの中盤に入り、FWを活性化させる役割を担っている。パスの精度が高く、ボール一本で自由に味方を動かせるため、代表戦では他チームからも警戒される存在となっている。

## 個人成績
2018年5月13日現在
| クラブ                         | シーズン | リーグ | リーグ | カップ | カップ | リーグカップ | リーグカップ | 国際大会 | 国際大会 | 通算 | 通算 |
| クラブ                         | シーズン | 出場   | 得点   | 出場   | 得点   | 出場         | 得点         | 出場     | 得点     | 出場 | 得点 |
| ------------------------------ | -------- | ------ | ------ | ------ | ------ | ------------ | ------------ | -------- | -------- | ---- | ---- |
| セントラルコースト・マリナーズ | 2011-12  | 12     | 2      | 0      | 0      | –            | –            | 4        | 0        | 16   | 2    |
| セントラルコースト・マリナーズ | 2012-13  | 11     | 3      | 0      | 0      | –            | –            | 0        | 0        | 11   | 3    |
| セントラルコースト・マリナーズ | 通算     | 23     | 5      | 0      | 0      | 0            | 0            | 4        | 0        | 27   | 5    |
| セルティック                   | 2012-13  | 8      | 0      | 0      | 0      | 0            | 0            | 0        | 0        | 8    | 0    |
| セルティック                   | 2013-14  | 3      | 0      | 0      | 0      | 1            | 0            | 3        | 0        | 7    | 0    |
| セルティック                   | 2014-15  | 0      | 0      | 0      | 0      | 0            | 0            | 0        | 0        | 0    | 0    |
| セルティック                   | 2015-16  | 30     | 8      | 2      | 1      | 2            | 1            | 5        | 0        | 39   | 10   |
| セルティック                   | 2016-17  | 22     | 7      | 2      | 1      | 4            | 3            | 9        | 1        | 36   | 12   |
| セルティック                   | 2017-18  | 23     | 5      | 3      | 1      | 3            | 0            | 13       | 2        | 42   | 8    |
| セルティック                   | 通算     | 86     | 20     | 7      | 3      | 10           | 4            | 30       | 3        | 133  | 30   |
| メルボルン・ビクトリー (loan)  | 2013-14  | 8      | 0      | 0      | 0      | 0            | 0            | 3        | 0        | 11   | 0    |
| 総通算                         | 総通算   | 117    | 25     | 7      | 3      | 10           | 4            | 37       | 3        | 171  | 35   |

## 代表歴

### 出場大会
- オーストラリア代表
  - 2018 FIFAワールドカップ

### 試合数
- 国際Aマッチ 53試合 9得点（2012年-2022年）[18]

| オーストラリア代表 | 国際Aマッチ | 国際Aマッチ |
| 年                 | 出場        | 得点        |
| ------------------ | ----------- | ----------- |
| 2012               | 4           | 0           |
| 2013               | 4           | 0           |
| 2014               | 1           | 0           |
| 2015               | 4           | 1           |
| 2016               | 10          | 3           |
| 2017               | 10          | 2           |
| 2018               | 9           | 1           |
| 2019               | 5           | 1           |
| 2021               | 4           | 0           |
| 2022               | 2           | 1           |
| 通算               | 53          | 9           |

## タイトル
セルティックFC
- スコティッシュ・プレミアシップ 2012-13, 2014-15, 2015-16, 2016-17, 2017-18, 2019-20, 2021-22
- スコティッシュカップ 2012-13, 2016-17, 2017-18, 2018-19, 2019-20
- スコティッシュリーグカップ 2014-15, 2016-17, 2017-18, 2018-19, 2019-20, 2021-22